# Gejlåbrug
De Gejlåbrug (Deens: Gejlå Bro) is een brug in de buurt van de Deense plaats Kliplev. De prehistorische weg Hærvejen loopt over de brug. De brug is gebouwd in 1818.